# Rodrigo de Tordesillas y Torres
Rodrigo de Tordesillas y Torres (Segovia, -1570-) fue un noble segoviano.

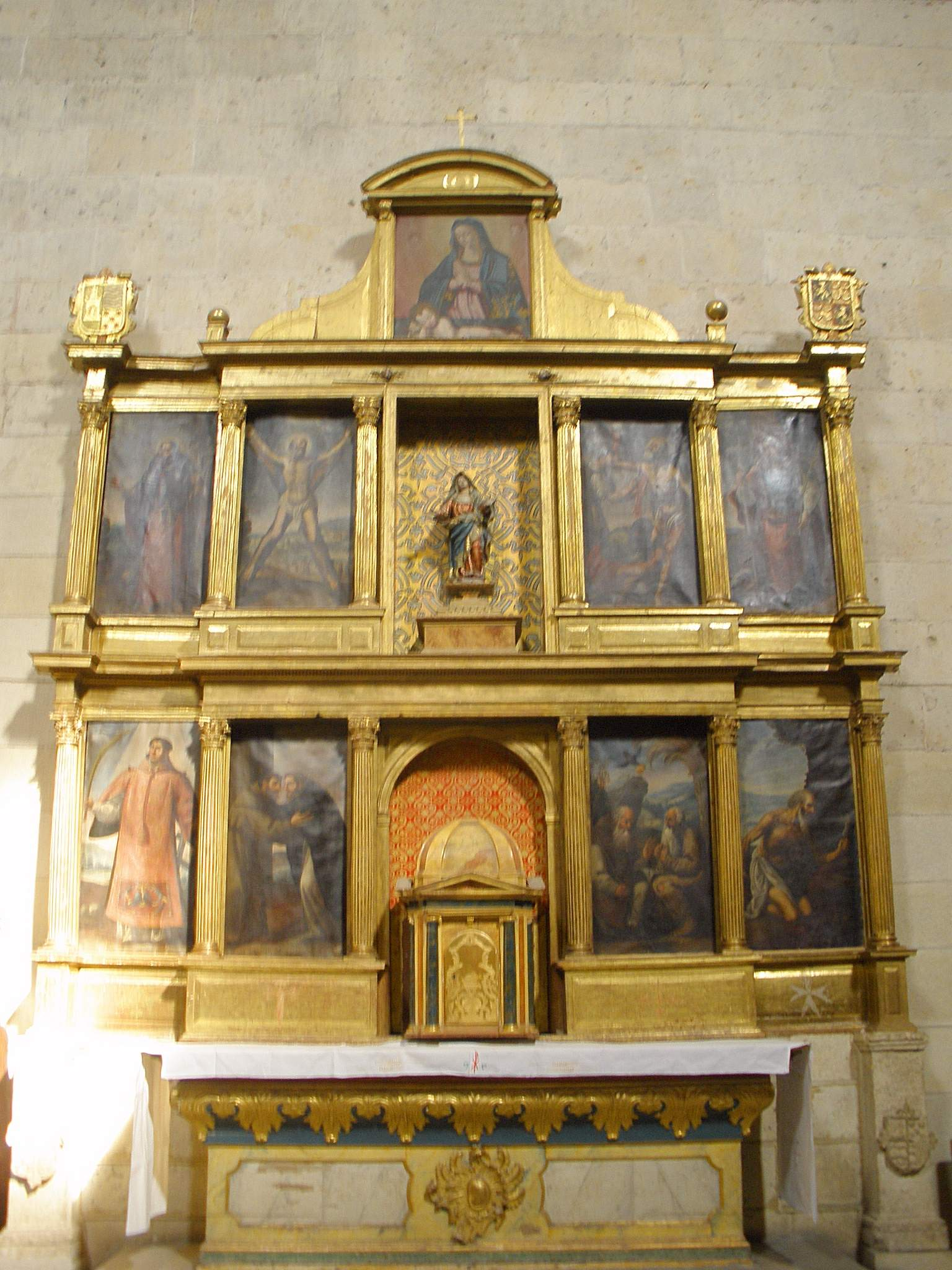
Vista del retablo encargado por Rodrigo de Tordesillas y Torres para la capilla mayor de la iglesia de San Nicolás en Segovia, de su patronazgo y donde fue inicialmente enterrado. En lo alto de la parte derecha pueden verse sus armas paternas; y en la izquierda, sus armas maternas.

## Biografía
Fue hijo de Antonio de Tordesillas (-a. de 1600) y de su mujer, Isabel de Torres. Su padre era nieto de Rodrigo de Tordesillas que murió a manos de los comuneros.Rodrigo tuvo al menos dos hermanos, Antonio de Tordesillas (1571-) y Francisco de Tordesillas (1577-).
Desde 1595 fue caballero de la Junta de Nobles Linajes de Segovia. 
En 1600 hizo las pruebas para el hábito de Santiago, que le había sido concedido por Felipe III. En ese año ya había heredado de su padre fallecido un mayorazgo que incluía la aldea de Mozoncillo, cerca de Segovia.
Casó con María (o Mencía de Vega y Sotomayor, natural de Olmedo. Tuvieron al menos dos hijos:
- Jerónimo Antonio Tordesillas y Vega, caballero de la orden de Calatrava (1602-) y corregidor de Écija y de Valladolid. Contrajo matrimonio con Inés de Cepeda Jaraquemada y Calderón, señora del mayorazgo de los Calderón de Cigales, con descendencia.[2][3]
- Gonzalo Tordesillas, caballero de la orden de San Juan.

Rodrigo vivió en las cercanías de la segoviana iglesia de San Nicolás de Segovia. Heredó de su padre el cargo de Tesorero del Alcázar de Segovia. También fue regidor de esta última ciudad y corregidor de Cuenca.
Fue enterrado en la capilla mayor de la mencionada iglesia de San Nicolás, que se encontraba bajo su patronato. Tras la desacralización de este templo sus retablo mayor fue llevado a la iglesia del convento del Corpus Christi, y después en 1912 a la antigua sacristía de la catedral de Segovia, frente al Altar del Cristo de la Agonía.